# 2009 en Biélorussie
Cet article présente les faits marquants de l'année 2009 en Biélorussie.

## Biélorussie

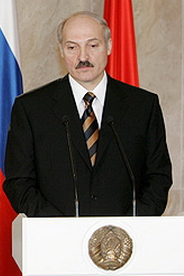
Alexandre Loukachenko (2007)

### Janvier
- Vendredi 2 janvier 2009 : le gouvernement décide la dévaluation du rouble biélorusse de plus 20 % à cause de la crise financière et décide de l'accrocher à un nouveau panier de devises composé de dollars, d'euros et de roubles russes en proportion égale. Cette dévaluation déclenche, face à la chute de la monnaie nationale, une frénésie d'achats d'euros et de dollars et même de nombreux articles domestiques — meubles, réfrigérateurs, postes de télévision et ordinateur. Les responsables de plusieurs magasins de Minsk ont indiqué avoir vendu en quelques jours autant d'articles qu'habituellement en un mois.

### Février
- Mercredi 4 février 2009 : le président Alexandre Loukachenko annonce que la Russie et quatre autres pays de l'ex-URSS (Biélorussie, Kazakhstan, Kirghizstan et Tadjikistan) ont décidé à Moscou de créer un fonds commun de 10 milliards de dollars pour lutter contre les conséquences de la crise économique. Le même jour, les présidents de la Russie, de la Biélorussie, du Kazakhstan, et du Tadjikistan auxquels se joint de l'Ouzbékistan et l'Arménie décident de créer des « forces armées collectives » afin de répondre à d'éventuelles menaces extérieures.

- Lundi 6 février 2009 : démission politique, « pour raison de santé », du ministre de l'Intérieur, Vladimir Naoumov, considéré comme un nouveau geste pour améliorer les relations de l'Union européenne dont il était la « bête noire ». Il était une des personnalités citées comme responsables des disparitions d'opposants — l'opposant Iouri Zakharenko en 1999 et l'ex-Premier ministre Viktor Gontchar en 2000 et de  — , dans un rapport du député Christos Pourgourides, de l'Assemblée parlementaire du Conseil de l'Europe (APCE) présenté en avril 2004 et qui avait appelé les autorités de Biélorussie à ouvrir une enquête indépendante sur ces « disparitions » et une information judiciaire sur « l'implication présumée de responsables de haut rang dans ces affaires et dans les manœuvres visant à les étouffer »[1].

### Juin
- Mardi 30 juin 2009 : le président  Alexandre Loukachenko a gracié l'avocat américain Emanuel Zeltser, condamné à trois ans de prison en août 2008 en Biélorussie pour espionnage commercial.

### Juillet
- Mercredi 8 juillet 2009 : le secrétaire américain au Commerce, Gary Locke, a estimé à Moscou que le nouveau projet de la Russie d'adhérer à l'OMC au sein d'une union douanière avec le Kazakhstan et la Biélorussie était irréalisable. À la surprise générale, le premier ministre Vladimir Poutine avait annoncé en juin que Moscou, Minsk et Astana allaient parachever leur union douanière et présenter une candidature commune à l'OMC, mettant ainsi un terme au long processus d'adhésion individuelle de chacun des trois pays.

- Lundi 20 juillet 2009 : 15e anniversaire de l'arrivée au pouvoir, du président Alexandre Loukachenko. Lors de son discours il réévalue sa relation « privilégiée » avec Moscou, contrariée récemment par une série de différends économiques et diplomatiques, alors que son régime a multiplié dernièrement les gestes en direction de l'Europe.